# Simon Banza
Simon Bokoté Banza (Creil, Francia, 13 de agosto de 1996) es un futbolista congoleño que juega como delantero en el S. C. Braga de la Primeira Liga.

## Trayectoria

### R. C. Lens
Nacido en Creil, Oise, comenzó su carrera sénior en el R. C. Lens, primero con su equipo de reserva en el Championnat National 2. Marcó su primer gol en la Ligue 2 el 6 de mayo de 2016, como consuelo al final de una derrota por 2-1 en el Football Bourg-en-Bresse Péronnas 01.
En enero de 2017 fue cedido al A. S. Béziers hasta el final de la temporada. En agosto se trasladó a la U. T. Pétange de la División Nacional de Luxemburgo de la misma manera. Fue el sexto máximo goleador de la temporada con 13 goles, incluyendo un hat-trick en la victoria por 4-1 en casa contra el U. S. Esch el 15 de abril de 2018.
El 24 de mayo de 2019 marcó el gol de la prórroga en la victoria del Lens por 2-1 ante el E. S. Troyes A. C. en el partido de vuelta de las semifinales de la eliminatoria. La temporada siguiente, marcó siete goles en el ascenso del Lens como subcampeón, incluyendo dos el 3 de diciembre de 2019 en la victoria por 3-0 en casa contra su equipo local F. C. Chambly Oise. Fue expulsado 18 días después en la victoria por 1-0 contra el Chamois Niortais F. C. también en el Estadio Bollaert-Delelis.

### F. C. Famalicão
El 31 de agosto de 2021 se incorporó al F. C. Famalicão de Portugal en calidad de cedido para la temporada 2021-22. En su debut en la Primeira Liga, 12 días después, marcó dos goles en el empate 2-2 contra el Moreirense F. C.; el 23 de octubre marcó los dos goles de la victoria en el C. D. Santa Clara, aunque también fue expulsado. Terminó la temporada como séptimo máximo goleador con 14 goles en 29 partidos, incluyendo dos en la última jornada en la remontada en casa por 3-2 ante su vecino el S. C. Braga para asegurarse un puesto en la parte alta de la tabla.

### S. C. Braga
El 19 de julio de 2022 firmó un contrato de cinco años con el S. C. Braga por 3 millones de euros, con una cláusula de rescisión de 30 millones de euros. Debutó el 7 de agosto en el estreno de la temporada en casa ante el Sporting de Lisboa, marcando el primer gol de su club en el empate a tres; cinco días después, añadió dos goles más en la victoria por 3-0 en su regreso a Famalicão.

## Vida personal
Nació en Francia de padres congoleños.

## Estadísticas

### Clubes
Actualizado al último partido disputado el 26 de febrero de 2024.
| Club                           | Div.          | Temporada     | Liga  | Liga  | Liga   | Copas nacionales | Copas nacionales | Copas nacionales | Copas internacionales | Copas internacionales | Copas internacionales | Total | Total | Total  |
| Club                           | Div.          | Temporada     | Part. | Goles | Asist. | Part.            | Goles            | Asist.           | Part.                 | Goles                 | Asist.                | Part. | Goles | Asist. |
| ------------------------------ | ------------- | ------------- | ----- | ----- | ------ | ---------------- | ---------------- | ---------------- | --------------------- | --------------------- | --------------------- | ----- | ----- | ------ |
| R. C. Lens II Francia          | 4.ª           | 2014-15       | 26    | 1     | 0      | —                | —                | —                | —                     | —                     | —                     | 26    | 1     | 0      |
| R. C. Lens II Francia          | 4.ª           | 2015-16       | 13    | 5     | 0      | —                | —                | —                | —                     | —                     | —                     | 13    | 5     | 0      |
| R. C. Lens II Francia          | 4.ª           | 2016-17       | 10    | 2     | 0      | —                | —                | —                | —                     | —                     | —                     | 10    | 2     | 0      |
| R. C. Lens Francia             | 1.ª           | 2015-16       | 18    | 1     | 1      | 0                | 0                | 0                | —                     | —                     | —                     | 18    | 1     | 1      |
| R. C. Lens Francia             | 1.ª           | 2016-17       | 1     | 0     | 0      | 3                | 1                | 0                | —                     | —                     | —                     | 4     | 1     | 0      |
| A. S. Béziers Francia          | 3.ª           | 2016-17       | 11    | 0     | 0      | 0                | 0                | 0                | —                     | —                     | —                     | 11    | 0     | 0      |
| A. S. Béziers Francia          | Total club    | Total club    | 11    | 0     | 0      | 0                | 0                | 0                | 0                     | 0                     | 0                     | 11    | 0     | 0      |
| Union Titus Pétange Luxemburgo | 1.ª           | 2017-18       | 21    | 13    | 0      | 0                | 0                | 0                | —                     | —                     | —                     | 21    | 13    | 0      |
| Union Titus Pétange Luxemburgo | Total club    | Total club    | 21    | 13    | 0      | 0                | 0                | 0                | 0                     | 0                     | 0                     | 21    | 13    | 0      |
| R. C. Lens II Francia          | 4.ª           | 2018-19       | 7     | 2     | 0      | —                | —                | —                | —                     | —                     | —                     | 7     | 2     | 0      |
| R. C. Lens II Francia          | Total club    | Total club    | 56    | 10    | 0      | 0                | 0                | 0                | 0                     | 0                     | 0                     | 56    | 10    | 0      |
| R. C. Lens Francia             | 2.ª           | 2018-19       | 9     | 2     | 0      | 0                | 0                | 0                | —                     | —                     | —                     | 9     | 2     | 0      |
| R. C. Lens Francia             | 2.ª           | 2019-20       | 24    | 7     | 4      | 4                | 1                | 0                | —                     | —                     | —                     | 28    | 8     | 4      |
| R. C. Lens Francia             | 1.ª           | 2020-21       | 34    | 5     | 2      | 1                | 0                | 0                | —                     | —                     | —                     | 35    | 5     | 2      |
| R. C. Lens Francia             | 1.ª           | 2021-22       | 4     | 1     | 1      | 0                | 0                | 0                | —                     | —                     | —                     | 4     | 1     | 1      |
| R. C. Lens Francia             | Total club    | Total club    | 90    | 16    | 8      | 8                | 2                | 0                | 0                     | 0                     | 0                     | 98    | 18    | 8      |
| F. C. Famalicão Portugal       | 1.ª           | 2021-22       | 29    | 14    | 2      | 4                | 3                | 0                | —                     | —                     | —                     | 33    | 17    | 2      |
| F. C. Famalicão Portugal       | Total club    | Total club    | 29    | 14    | 2      | 4                | 3                | 0                | 0                     | 0                     | 0                     | 33    | 17    | 2      |
| S. C. Braga Portugal           | 1.ª           | 2022-23       | 30    | 11    | 2      | 10               | 3                | 4                | 7                     | 0                     | 1                     | 47    | 14    | 7      |
| S. C. Braga Portugal           | 1.ª           | 2023-24       | 17    | 17    | 4      | 2                | 0                | 0                | 11                    | 2                     | 1                     | 30    | 19    | 5      |
| S. C. Braga Portugal           | Total club    | Total club    | 47    | 28    | 6      | 12               | 3                | 4                | 18                    | 2                     | 2                     | 77    | 33    | 12     |
| Total carrera                  | Total carrera | Total carrera | 254   | 81    | 16     | 24               | 8                | 4                | 18                    | 2                     | 2                     | 296   | 91    | 22     |

## Palmarés

### Títulos nacionales
| Título                      | Club        | País     | Año  |
| --------------------------- | ----------- | -------- | ---- |
| Copa de la Liga de Portugal | S. C. Braga | Portugal | 2024 |